# Ciblage de la masse monétaire
Le ciblage de la masse monétaire est une politique économique par laquelle une banque centrale rend public un objectif de croissance de la masse monétaire dans le système économique et met en œuvre des outils pour l'atteindre. Le ciblage de la masse monétaire vise à faire croître la quantité de monnaie dans l'économie à un rythme similaire à la croissance économique afin d'éviter des épisodes d'inflation.
Du fait de son inefficacité et des difficultés qu'il générait, le ciblage de la masse monétaire a été abandonné dans les années 1980 et 1990 au profit du ciblage d'inflation.

## Concept
La banque centrale est, dans la plupart des mandats qui lui sont confiés, chargée de la stabilité du niveau des prix. Elle doit donc lutter contre les tensions inflationnistes qui augmentent le niveau des prix, réduisent le pouvoir d'achat, et provoquent des distorsions du signal-prix. Dès lors qu'il est considéré que l'inflation est due à l'augmentation de la masse monétaire (théorie quantitative de la monnaie), le contrôle de l'inflation peut passer par un contrôle de la masse monétaire.
La masse monétaire est en partie produite par la banque centrale, car elle est la seule à imprimer la monnaie banque centrale (agrégat M0). En modulant ses taux directeurs, la banque centrale incite les banques à octroyer des prêts (activité par laquelle elles créent de la monnaie scripturale), et peuvent ainsi guider la croissance de la masse monétaire totale. Ainsi, la banque centrale utilise la masse monétaire comme un objectif intermédiaire conduisant à une stabilité du taux d'inflation.
Le ciblage de la masse monétaire recoupe deux pratiques différentes. Dans sa forme stricte, inspirée des écrits de Milton Friedman, le ciblage doit passer par une règle d'or d'accroissement de la masse monétaire : la banque centrale doit cibler une croissance toujours identique et régulière de la masse monétaire. Dans sa forme relâchée, qui est celle qui a été adoptée par les banques centrales, le ciblage de la masse monétaire ne répond pas nécessairement à une exigence de croissance régulière de la masse monétaire.

## Histoire

### Théorisation et mise en application
Le ciblage de la masse monétaire est proposé par l'école monétariste, et notamment par Milton Friedman. Il soutient avec Anna Schwartz, dans Une histoire monétaire des États-Unis, 1867-1960, que le niveau d'inflation est déterminé par la masse monétaire en circulation. Certaines banques centrales adoptent ainsi dans les années 1970 des politiques de ciblage de la masse monétaire pour briser les tensions inflationnistes liées au premier et au deuxième chocs pétroliers. C'est notamment le cas de la Suisse et de l'Allemagne.
Dans la pratique, si une banque centrale estimait un taux d'inflation voulu à 2 %, et un taux de croissance à 3 %, elle fixait un objectif de croissance de la masse monétaire pour l'année à 5 %. Cette cible monétaire était annoncée au grand public pour ancrer les anticipations.

### Abandon
Le ciblage de la masse monétaire ne donne toutefois pas les effets escomptés. La financiarisation des économies conduit à modifier la vitesse de la circulation de la monnaie et ainsi à atténuer la véracité de la relation causale entre augmentation de la masse monétaire et inflation sur laquelle se basait la théorie quantitative de la monnaie. En plus de cela, l'application de l'objectif a été souvent peu rigoureux, avec une multiplication des agrégats ciblés (M0, M1, M2...), par la modification des cibles en cours d'année en cas de perturbation macroéconomique, et à cause de la difficile justification des dépassements des cibles.
Alan Greenspan déclare ainsi en 2005 que si « l’agrégat M1 a été au centre de la politique monétaire au cours d’une brève période située à la fin des années 1970 et au début des années 1980 », il a été rendu obsolète par la recherche académique et l'expérience.